# アフガニスタンの国章
アフガニスタンの国章（アフガニスタンのこくしょう）は、ターリバーンが自称するアフガニスタン・イスラム首長国で用いられる徽章である。1996年の建国と共に制定された。コーランやシャハーダといったイスラム教の要素が多く含まれている。また、歴代の国章から小麦の穂、ミフラーブを継承している。

## アフガニスタン・イスラム共和国の国章
2004年1月4日に制定されたアフガニスタン・イスラム共和国の徽章である。アフガニスタン憲法19条でその形について定められている。2013年に一部修正された。

### 構成要素
- 紋章の中央にはミフラーブと説教壇が配されている。ミフラーブはメッカの方角を示すためにモスクに設置された壁の聖龕のこと。礼拝の際はこのミフラーブに向いて跪く。
- モスクの上部の光芒は昇り行く朝日である。
- モスクの下部の数字はイスラム暦1298年の意。イギリスからの独立の年である。
- モスクの両側には二つのアフガニスタンの国旗が配される。
- リボンを掛けられた2本の小麦の穂が円く周囲を囲んでいる。
- 上部には「アッラーフのほかに神は無くムハンマドはアッラーの預言者なり、アッラーフは偉大なりの聖句が書かれている。
- 下部の文字は国名のアフガニスタン。

変遷

2002-2004
2004-2013

## 歴代の国章

### 君主制 (1826年 - 1973年)
1826年に建国されたアフガニスタンの君主制国家は、アフガニスタン首長国（1835年 - 1926年）、イギリス保護国（1880年 - 1919年）、アフガニスタン王国（1926年以降）と変遷し、1973年のクーデターまで続いた。

1901-1919
1919-1926
1926-1928
1928-1929
1931-1973

### 共和制・人民民主党政権 (1973年 - 1992年)
1973年に王政を打倒して樹立されたアフガニスタン共和国（ムハンマド・ダーウード政権）の国章は、最初の1年間は王政時代の国章からイスラム暦の独立年（西暦換算では1919年）を除いたものであった。1974年からはデザインを一新した。
1978年のクーデターによってダーウードは処刑されアフガニスタン人民民主党による社会主義国家、アフガニスタン民主共和国が樹立された。最初の国章は共産主義的なデザインに、中央に「ハルク (ペルシア語: خلق、人民の意)」と描かれていた。これは党内派閥のハルク派（Khalq）が主導権を握っていたことにも影響している。しかし1979年の嵐333号作戦によってハルク派は排除され、新たにパルチャム派が主導権を握った。これに伴い国章は変更された。1987年、新憲法によって国名を「アフガニスタン共和国」へ改め、脱共産主義が進められた。国章からは共産主義の象徴である赤い星が取り除かれた。

1973-1974
1974-1978
1978-1980
1980-1987
1987-1992

### ムジャーヒディーン、ターリバーン政権 (1992年 - 2001年)
1992年に反政府勢力のムジャーヒディーンが首都カーブルへ入城し、人民民主党政権は崩壊した。ムジャーヒディーンらはアフガニスタン・イスラム国の成立を宣言し、国章は王政時代を下地に剣のサポーターといった新たな要素を加えたものに変更された。
ムジャーヒディーンらは決して一枚岩ではなく、主導権争いが続いていた（アフガニスタン紛争 (1989年-2001年)）。その混乱の中でターリバーンが勢力を伸ばし、1996年にカーブルへ入城した。ターリバーンはアフガニスタン・イスラム首長国の成立を宣言し、国章は変更された。なおアフガニスタン・イスラム国政府は首都陥落後も存続はしており、2001年までは二重政府状態が続いた。
2001年9月のアメリカ同時多発テロ事件発生後、アメリカ合衆国率いる有志連合が参戦しターリバーン政権は崩壊した。その後は2001年12月のボン合意まではアフガニスタン・イスラム国が事実上の政府として機能していた。なおターリバーンは首都陥落後もアフガニスタン・イスラム首長国を自称し続けている。

1992-1996（事実上）、2001-2002

### ボン合意以降 (2002年 - 2021年)
ボン合意によって暫定移行政府が樹立され、2004年にアフガニスタン・イスラム共和国が成立した。国章は王政時代とデザインが酷似している。
2021年ターリバーン攻勢によってアフガニスタン・イスラム共和国政府は崩壊し、ターリバーン政権（アフガニスタン・イスラム首長国）が復活した。